# خوزه آنتونیو آبرئو
خوزه آنتونیو آبرِئو (زاده ۷ مهٔ ۱۹۳۹ – درگذشته ۲۵ مارس ۲۰۱۸)، رهبر ارکستر، نوازنده پیانو، اقتصاددان، آموزگار، کنشگر و سیاست‌مدار اهل ونزوئلا و پیرو کلیسای کاتولیک بود.

## زندگی
آبرئو در ۷ مه ۱۹۳۹ در شهر والرا در ایالت تروخیلای ونزوئلا به دنیا آمد. بیشتر خانواده او اهل موسیقی بودند. پدربزرگ او یک گروه موسیقی در ایتالیا داشت و مادرش پیانو و پدرش گیتار می‌نواخت. با وجود علاقه به موسیقی، به دلیل کمک به خانواده‌اش به کاراکاس پایتخت ونزوئلا رفت تا در دانشگاه کاتولیک آندرس بلو در رشته اقتصاد تحصیل کند.

## سیاست و اقتصاد
آبرِئو در ۱۹۶۳ نماینده مجلس ونزوئلا شد. پس از پایان فعالیت سیاسی در دهه ۱۹۶۰ به تدریس اقتصاد در دانشگاه‌های سیمون بولیوار و دانشگاه کاتولیک آندرس بلو پرداخت. او بار دیگر در سال ۱۹۸۸ به عنوان وزیر فرهنگ به سیاست بازگشت که این سمت را تا ۱۹۹۴ حفظ کرد.

## فعالیت موسیقی
او به خاطر ترویج موسیقی رایگان در میان زاغه‌نشین‌ها و فرودستان، زبانرد بود. او برنامه موسیقی رایگان خود را با پایه‌گذاری اِل‌سیستِما در سال ۱۹۷۵ را در گاراژی با ۱۱ نوازنده آغاز کرد. این برنامه در دیگر کشورها و به‌خصوص در اسپانیا و اسکاتلند به موفقیت دست یافت.

## تاثیرپذیران
گوستاوو دودامل رهبر پرآوازه ارکستر وئزوئلایی از جمله شاگردان اوست.

## جوایز و افتخارات
آبرِئو جوایز و افتخارات زیادی کسب کرده‌است. مانند:
- جایزه نوبل آلترناتیو، در سال ۲۰۰۱
- جایزه گلن گولد، در سال ۲۰۰۸
- جایزه جوایز شاهدخت آستوریاس، در سال ۲۰۰۸
- جایزه کریستال مجمع جهانی اقتصاد و جایزه کنفرانس تد (که شامل ۱۰۰۰۰۰ دلار پول نقد و آرزویی برای تغییر جهان است)، در سال ۲۰۰۹
- جایزه موسیقی پولار که توسط آکادمی سلطنتی موسیقی سوئد اعطا می‌شود، در ۱۲ مه ۲۰۰۹
- جایزه اراسموس، در سال ۲۰۱۰
- دکترای افتخاری مؤسسه آموزش دانشگاه لندن برای به رسمیت شناختن و بزرگداشت خدمات او به آموزش موسیقی و تغییرات اجتماعی، در سال ۲۰۱۲
- مدرک افتخاری دانشگاه کارلتون به خاطر نقش برجسته او در کمک به پیشرفت جوانان محروم از طریق موسیقی و تحصیل، در سال ۲۰۱۲